# Ricky Nolasco
Carlos Enrique Nolasco dit Ricky Nolasco, né le 13 décembre 1982 à Corona, Californie, États-Unis, est un lanceur droitier des Angels de Los Angeles de la Ligue majeure de baseball.

## Carrière

### Marlins de la Floride
Ricky Nolasco est repêché dès la fin de ses études secondaires, le 5 juin 2001, par les Cubs de Chicago au quatrième tour de sélection. Il perçoit un bonus de 335 000 dollars à la signature de son premier contrat professionnel le 31 juillet 2001.
Encore joueur de Ligues mineures, il est transféré chez les Marlins de la Floride le 7 décembre 2005 avec Sergio Mitre et Renyel Pinto en retour de Juan Pierre.
Nolasco débute en Ligue majeure le 5 avril 2006, jouant 22 parties comme lanceur partant au cours de la saison 2006 pour 13 apparitions comme releveur. Sa saison 2007 est gâchée par une blessure au coude droit. Il ne joue que cinq parties pour les Marlins et une poignée de matchs dans les mineures.

#### Saison 2008
Convaincue qu'il aura plus de succès dans la rotation de lanceurs partants, l'équipe fait amorcer 32 rencontres à Nolasco en 2008, auxquelles s'ajoutent deux présences en relève. Il remporte 15 victoires contre 8 revers et sa moyenne de points mérités s'élève à un très bon 3,52 en 212 manches et un tiers lancées. Il enregistre de plus 186 retraits sur des prises pour entrer dans le top 10 des lanceurs de la Ligue nationale. Il affiche la seconde meilleure WHIP (1,102) de la Nationale après Cole Hamels des Phillies, est deuxième derrière Dan Haren des Diamondbacks pour le ratio retraits sur des prises-buts sur balles, est le 3e lanceur de la ligue accordant le moins de buts sur balles par 9 manches lancées après Greg Maddux et Haren, et est un des 10 lanceurs les plus avares de coups sûrs, n'en ayant accordé que 8,1 en moyenne à l'adversaire par tranche de 9 manches. Le 19 août 2008, Nolasco lance un match de deux coups sûrs, les Giants de San Francisco ne pouvant en réussir à ses dépens qu'en première et neuvième manche. Cette rencontre marque le premier match complet et le premier blanchissage en carrière de Nolasco et avec cette réussite, il met fin à la séquence de 301 parties des Marlins sans qu'un de leurs lanceurs partants ne réussisse un match complet, ce qui constitue un record du baseball majeur.

#### Saison 2009
Avant la saison 2009, Nolasco et les Marlins s'entendent sur un contrat d'un an de 2,4 millions de dollars. Il y fait suite avec une saison de 13 victoires et 9 défaites en 31 départs, mais sa moyenne fait un bond important et atteint les 5,06 points mérités accordés par partie. En revanche, il établit son record personnel de retraits sur des prises en une saison : 195, bon pour une 7e place en Ligue nationale. Dans cette ligue, il se classe 3e derrière Dan Haren et Javier Vázquez pour le ratio retraits sur des prises-buts sur balles et est 6e pour la moyenne de retraits au bâton par tranche de 9 manches lancées.

#### Saison 2010

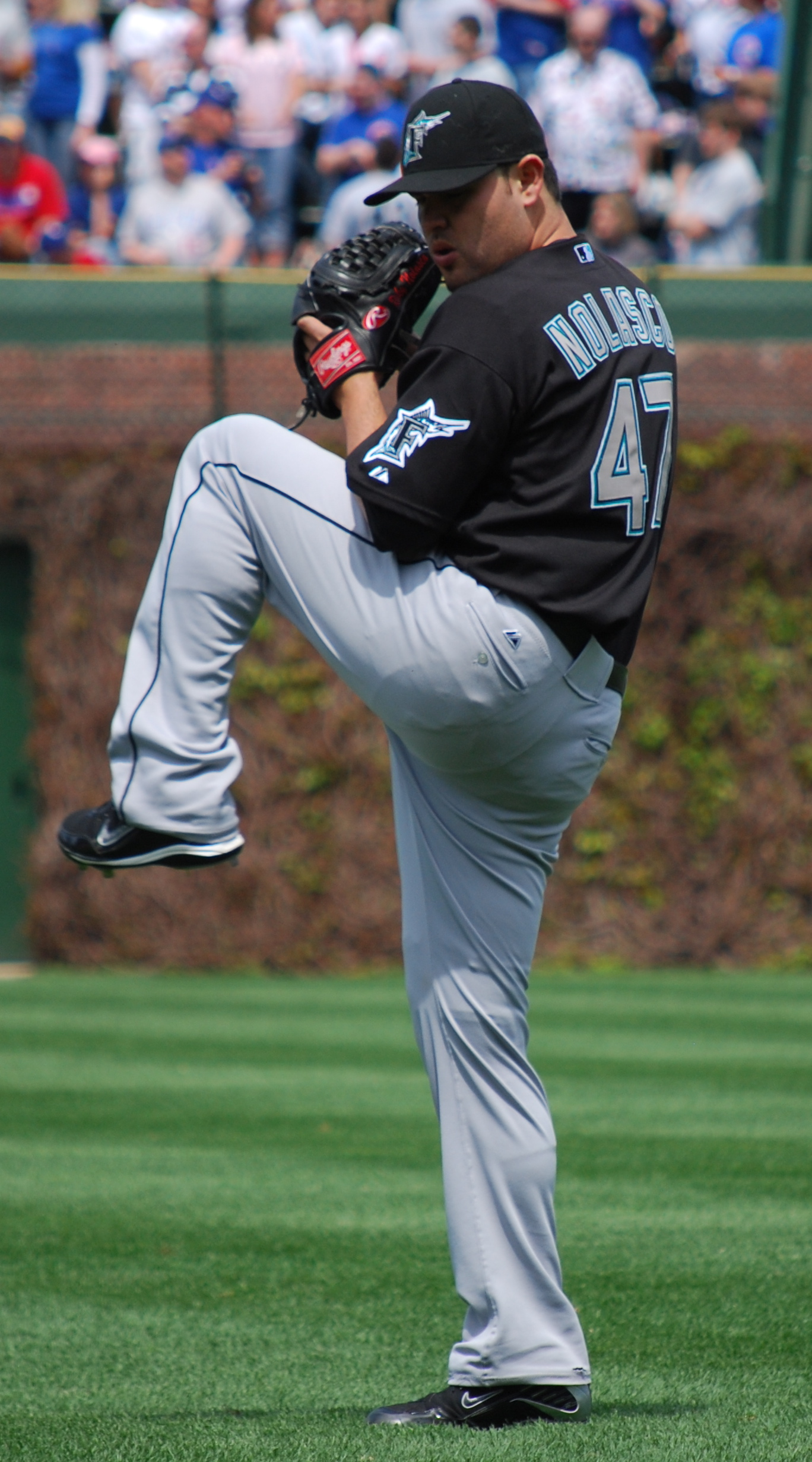
Ricky Nolasco en 2009 avec les Marlins.

Nolasco obtient pour 2010 un nouveau contrat d'un an pour 3,8 millions de dollars. Il amorce 26 parties des Marlins dans la campagne qui suit et mérite 14 victoires contre 9 défaites. Sa moyenne de points mérités s'élève à 4,51.  Il rate le dernier droit de la saison régulière et subit en septembre 2010 une opération au genou droit. Bizarrement, Nolasco se tord le ménisque alors qu'il s'agenouille pour nouer les lacets de ses chaussures,.

#### Saison 2011
Le 24 décembre 2010, Nolasco accepte un contrat de trois ans pour 26,5 millions de dollars. Pour la première fois en cinq saisons complètes dans les majeures, il présente un dossier victoires-défaites perdant (10-12). Sa moyenne de points mérités se chiffre à 4,67. Il est remis de sa blessure subie l'été précédent et débute 33 parties des Marlins, accumulant 206 manches au monticule. Son nombre de retraits sur des prises chute considérablement, avec 148. Il est aussi le lanceur de la Nationale qui alloue le plus de coups sûrs (244) à l'adversaire cette année-là.

#### Saison 2012
Nolasco est deuxième pour les victoires chez les Marlins de Miami. Avec 12 victoires, seul Mark Buehrle (13) en compte plus que lui. Il encaisse cependant 13 défaites en 31 départs et sa moyenne de points mérités s'élève à 4,48 en 191 manches lancées.

#### Saison 2013
Pour les Marlins, Nolasco amorce la saison 2013 avec une moyenne de points mérités de 3,85 en 112 manches et un tiers lancées. Il a une fiche de 5-8 après 18 départs lorsqu'un échange l'envoie à Los Angeles.

### Dodgers de Los Angeles
Le 6 juillet 2013, Nolasco est échangé des Marlins aux Dodgers de Los Angeles contre les lanceurs Steven Ames, Josh Wall et Ángel Sánchez.
Nolasco maintient une moyenne de points mérités de 3,52 en 16 matchs et 87 manches lancées pour les Dodgers dans la seconde moitié de la saison régulière 2013. Il effectue 15 départs pour Los Angeles et est appelé une fois en relève. Il gagne 8 matchs pour sa nouvelle équipe et encaisse 3 défaites. Il termine la saison avec une fiche de 13-11 pour Miami et Los Angeles avec une moyenne de points mérités de 3,70 en 199 manches et un tiers lancées.
Il fait ses débuts en séries éliminatoires le 15 octobre dans le 4e match de la Série de championnat de la Ligue nationale face aux Cardinals de Saint-Louis mais ne lance que les 4 premières manches et subit la défaite.

### Twins du Minnesota
Le 3 décembre 2013, Ricky Nolasco signe un contrat de 48 millions de dollars pour 4 saisons avec les Twins du Minnesota.

### Angels de Los Angeles
Avec le lanceur droitier Alex Meyer, Nolasco est échangé aux Angels de Los Angeles le 1er août 2016 en retour du lanceur gaucher Hector Santiago et du lanceur droitier Alan Busenitz.

## Statistiques
| Saison | Équipe              | G   | GS  | CG | SHO | V   | D   | SV | IP     | SO   | ERA  |
| ------ | ------------------- | --- | --- | -- | --- | --- | --- | -- | ------ | ---- | ---- |
| 2006   | Floride             | 35  | 22  | 0  | 0   | 11  | 11  | 0  | 140.0  | 99   | 4,82 |
| 2007   | Floride             | 5   | 4   | 0  | 0   | 1   | 2   | 0  | 21.1   | 11   | 5,48 |
| 2008   | Floride             | 34  | 32  | 1  | 1   | 15  | 8   | 0  | 212.1  | 186  | 3,52 |
| 2009   | Floride             | 31  | 31  | 2  | 0   | 13  | 9   | 0  | 185.0  | 195  | 5,06 |
| 2010   | Floride             | 26  | 26  | 1  | 0   | 14  | 9   | 0  | 157.2  | 147  | 4,51 |
| 2011   | Floride             | 33  | 33  | 2  | 1   | 10  | 12  | 0  | 206.0  | 148  | 4,67 |
| 2012   | Miami               | 31  | 31  | 3  | 2   | 12  | 13  | 0  | 191.0  | 125  | 4,48 |
| 2013   | Miami LA Dodgers    | 34  | 33  | 0  | 0   | 13  | 11  | 0  | 199.1  | 165  | 3,70 |
| 2014   | Minnesota           | 27  | 27  | 1  | 0   | 6   | 12  | 0  | 159.0  | 115  | 5,38 |
| 2015   | Minnesota           | 9   | 8   | 0  | 0   | 5   | 2   | 0  | 37.1   | 35   | 6,75 |
| 2016   | Minnesota LA Angels | 32  | 32  | 1  | 1   | 8   | 14  | 0  | 197.2  | 144  | 4,42 |
| 2017   | LA Angels           | 33  | 33  | 1  | 1   | 6   | 15  | 0  | 181.0  | 143  | 4,92 |
| Totaux | Totaux              | 330 | 312 | 12 | 6   | 114 | 118 | 0  | 1887.2 | 1513 | 4,56 |

Note : G = Matches joués ; GS = Matches comme lanceur partant ; CG = Matches complets ; SHO = Blanchissages ; 
V = Victoires ; D = Défaites ; SV = Sauvetages ; IP = Manches lancées ; SO = Retraits sur des prises ; ERA = Moyenne de points mérités.